# Монтана Сити (Монтана)
Монтана Сити (енгл. Montana City) насељено је место без административног статуса у америчкој савезној држави Монтана.

## Демографија
По попису из 2010. године број становника је 2.715, што је 621 (29,7%) становника више него 2000. године.
| Група             | 2000.         | 2010.         |
| Белци             | 2.038 (97,3%) | 2.589 (95,4%) |
| Афроамериканци    | 1 (0,0%)      | 3 (0,1%)      |
| Азијати           | 2 (0,1%)      | 11 (0,4%)     |
| Хиспаноамериканци | 23 (1,1%)     | 36 (1,3%)     |
| Укупно            | 2.094         | 2.715         |